# Anatoli Maslionkin
Anatoli Maslionkin   (Moscou, 29 de juny de 1930 - Moscou, 16 de maig de 1988) fou un futbolista rus de la dècada de 1950.
Fou 33 cops internacional amb la selecció soviètica amb la qual participà en la Copa del Món de Futbol de 1958 i 1962 i als Jocs Olímpics d'Estiu de 1956.
Pel que fa a clubs, defensà els colors de FC Spartak Moscou i FC Shinnik Yaroslavl.